# Nintendo 3DS XL
Il Nintendo 3DS XL è il primo restyling del Nintendo 3DS. Appartiene all'ottava generazione di console ed è stato presentato da Nintendo al Nintendo Direct del 22 giugno 2012. È uscito il 28 luglio 2012 in Giappone ed Europa e il 19 agosto sempre nel 2012 in America del Nord, al 31 marzo 2015 ha venduto 19,7 milioni di unità. In Giappone ha venduto 200.000 unità in soli 2 giorni.
Tra le novità, la dimensione degli schermi: lo schermo superiore è grande 4,88 pollici, mentre quello inferiore 4,18. Anche l'autonomia della batteria è stata aumentata da 3-4 ore a 5-6 ore con i software del 3DS e per i software del DS da 5:30-6:30 a 7-8. Inoltre nella confezione è stata inclusa una scheda SD da 4 GB, ma è stato rimosso il blocco alimentatore, venduto separatamente. Al lancio, il prezzo della console è stato di €199.